# Okrouhlá u Branic
Okrouhlá (deutsch Okrauchla) ist eine Gemeinde in Tschechien. Sie liegt vier Kilometer südlich von Milevsko in Südböhmen und gehört zum Okres Písek.

## Geographie
Okrouhlá befindet linksseitig über dem Tal des Bilinský potok (Borowaner Bach) in der zum Mittelböhmischen Hügelland gehörigen Milevská pahorkatina. Nordöstlich erhebt sich der Za Vládečním (492 m), im Südosten die Lomy (518 m) und südwestlich die Obora (570 m).
Am westlichen Ostrand verläuft die Staatsstraße II/105 zwischen Milevsko und Bernartice. Die Bahnstrecke Tábor–Písek führt durch den östlichen Teil des Dorfes, nächste Bahnstation ist Líšnice. Südlich des Dorfes liegt der Teich Velký Prachovský rybník, südwestlich der Ostrovský rybník.
Nachbarorte sind Hajda, Milevsko und Orpršal im Norden, Líšnice und Sepekov im Nordosten, Závist, U Farků und Zálší im Osten, Zběšičky, Ráb und Křižanov im Südosten, Libeňák, Prachov, U Kunců und Veselíčko im Süden, Laňka, Ostrov, Zalarna und Branice im Südwesten, Dolnice und Tyrolský Dům im Westen sowie Rukáveč, Osek und Zbelítov im Nordwesten.

## Geschichte
Okrouhlá gehörte wahrscheinlich seit dem 13. Jahrhundert zu den Besitzungen des Prämonstratenserklosters Mühlhausen. Das Kloster wurde am 23. April 1420 von den Hussiten zerstört, wobei auch alle Urkunden verloren gingen. Danach schlug der Klingenberger Burggraf Jan Hájek von Hodětín die verwaisten Klostergüter der königlichen Herrschaft Klingenberg zu. Nachdem im Jahre 1430 Hussiten die Burg Klingenberg belagerten, verpfändete König Sigismund die Herrschaft 1431 an Ulrich II. von Rosenberg, weil er befürchtete, dass sein Burggraf Kunata Kapléř recht bald zu den Aufständischen überlaufen würde. Heinrich V. von Rosenberg, der die überschuldete Herrschaft 1472 übernommen hatte, verkaufte am 28. September 1473 ein Viertel der Besitzungen des Hauses Rosenberg, darunter auch das Klingenberger Pfand, seinem Vetter Bohuslav V. von Schwanberg.
Die erste schriftliche Erwähnung von Okrouhlá stammt aus dem Jahre 1488. Nachdem Christoph von Schwanberg 1534 verstorben war, erfolgte 1540 eine Teilung der Klingenberger Güter, wobei Okrouhlá der Herrschaft Bechin zugeschlagen wurde. Heinrich von Schwanberg schloss das Dorf 1549 wieder an Klingenberg an. Im Jahre 1575 kaufte Christoph von Schwanberg auf Worlik die Herrschaften Klingenberg und Mühlhausen der Hofkammer ab und verband diese mit Worlik. Er verpfändete Mühlhausen noch im selben Jahre an Jan Bernard Hodějovský von Hodějov. Nach der Schlacht am Weißen Berg wurden die Güter der Hodějovský von Hodějov konfisziert und die Herrschaft Mühlhausen 1622 dem Kloster Strahov übereignet, dessen Abt Kaspar von Questenberg im Jahr darauf wieder in Mühlhausen ein Kloster errichtete.
Der Strahover Abt Hieronymus Hirnheim ließ 1675 den verfallenen Meierhof wiederherstellen. 1785 erfolgte im Rahmen der Josephinischen Reformen die Aufhebung des Klosters. Im Jahre 1840 bestand Wokrauhla aus 19 Häusern mit 198 Einwohnern. Im Ort bestand ein Wirtshaus. Zu Wokrauhla gehörte das herrschaftliche Jägerhaus Ostrow (Ostrov). Pfarrort war Sepekow. Die Stiftsherrschaft Mühlhausen verblieb bis 1848 im Besitz des Klosters Strahov.
Nach der Aufhebung der Patrimonialherrschaften bildete Okrouhlá / Wokrauhla ab 1850 einen Ortsteil der Gemeinde Líšnice im Bezirk und Gerichtsbezirk Milevsko. Am 20. November 1889 nahm die Bahnstrecke Tábor – Milevsko – Písek – Ražice den Verkehr auf, eine Bahnstation erhielt Okrouhlá jedoch nie. Im Mai 1893 löste sich Okrouhlá von Líšnice los und bildete eine eigene Gemeinde. Nach der Aufhebung des Okres Milevsko wurde Okrouhlá Ende 1960 dem Okres Písek zugeordnet und 1961 nach Branice eingemeindet. Okrouhlá löste sich zum 1. Januar 1993 wieder von Branice los und bildete eine eigene Gemeinde.

## Gemeindegliederung
Für die Gemeinde Okrouhlá sind keine Ortsteile ausgewiesen. Zu Okrouhlá gehören die Einschichten Ostrov und Zalarna.

## Sehenswürdigkeiten
- Kapelle der Jungfrau Maria von Sepekov auf dem Dorfplatz, erbaut 1887
- Wegkreuz auf der Kuppe am westlichen Ortsausgang am Abzweig nach Milevsko und Bernatice
- Zwei Wegkreuze im östlichen Teil des Dorfes
- Teich Ostrovský rybník, auch Ostrov genannt, mit einer Fläche von 27,5 ha. Inmitten des Teiches befindet sich eine große Insel, auf der nach alten Überlieferungen eine mittelalterliche Feste gestanden sein soll, zu der von Westen eine vier Meter breite gepflasterte Furt geführt haben soll. Die Existenz dieser Feste konnte jedoch bisher nicht nachgewiesen werden. Eine ungeklärte Besonderheit des Ostrovský rybník sind die ein Drittel des Teiches nach Westen umfassenden Reste von Gräben und Wällen, in denen die steinernen Fundamente von zwei rechteckigen Bauwerken aufgefunden wurden.

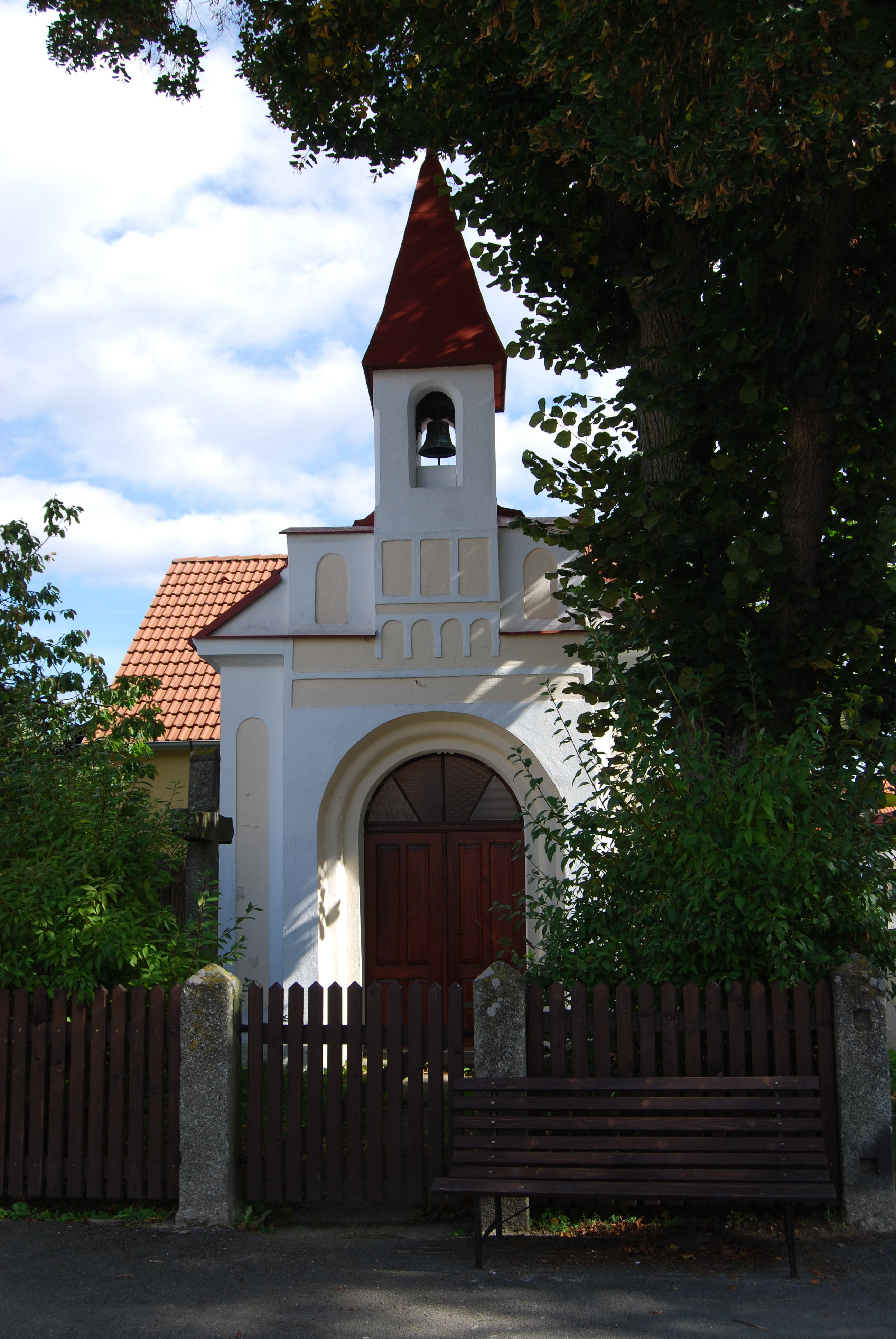
Kapelle der Jungfrau Maria von Sepekov
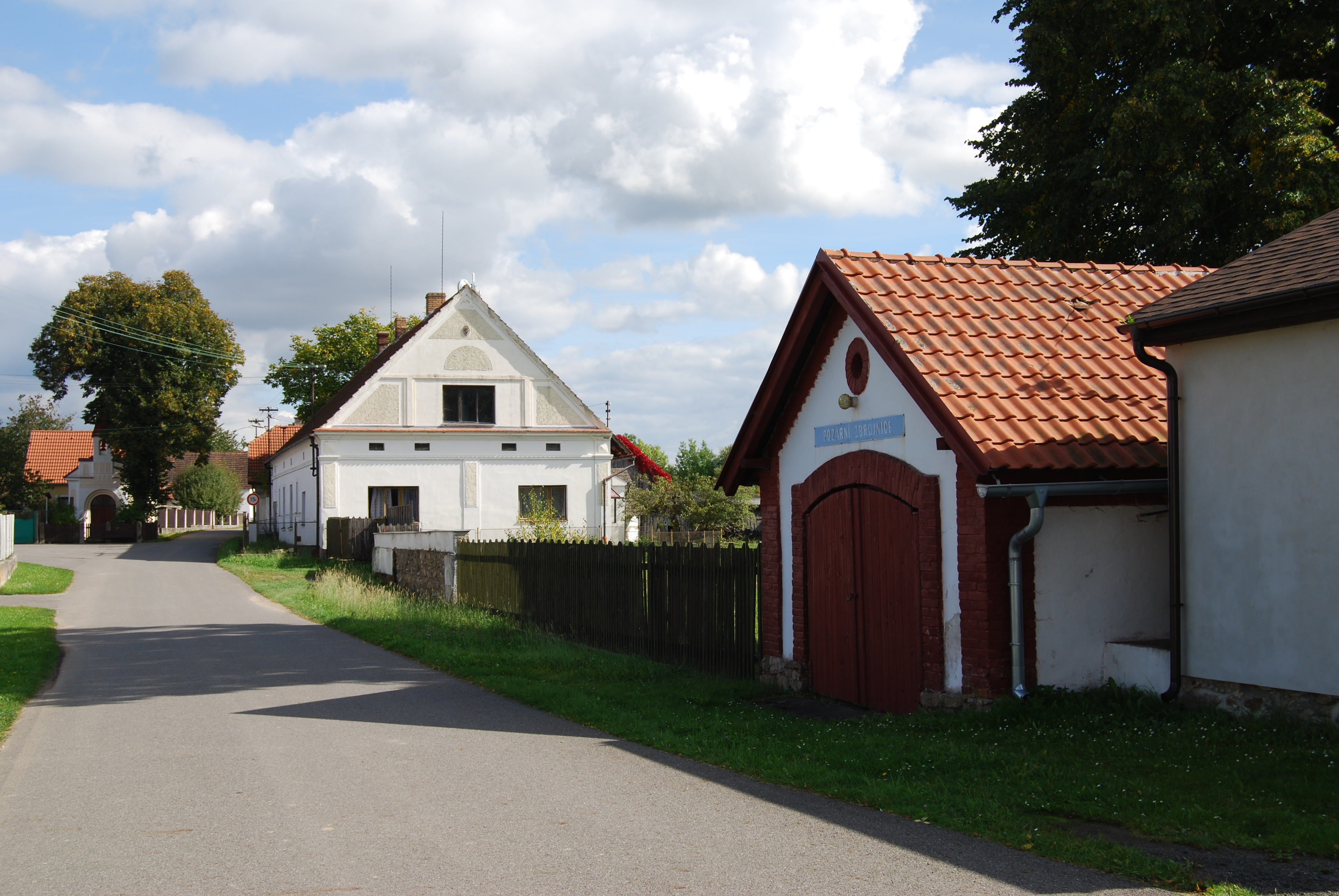
Ortsansicht
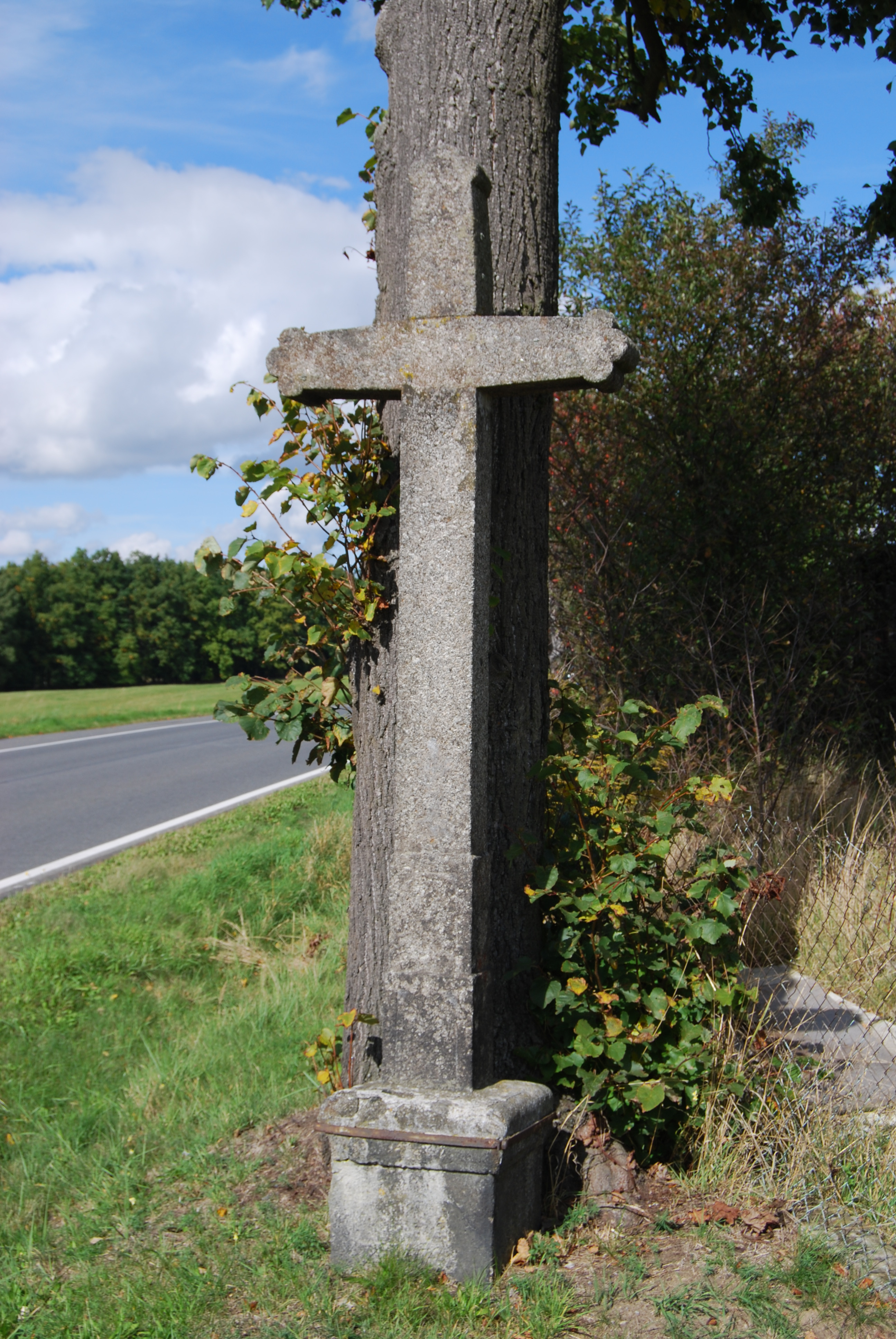
Wegkreuz an westlichen Ortsausgang